# ايرو إيه 30
أيرو إيه 30 كانت طائرة ثنائية السطح تُستخدم كـقاذفة خفيفة وطائرة استطلاع. صُنعت في تشيكوسلوفاكيا في أواخر عشرينيات القرن العشرين. نشأت كمحاولة من شركة أيرو فودوخودي لتحسين أداء الطائرة أيرو إيه 11، لكنها تطورت لاحقًا لتُصبح طائرة مختلفة تمامًا، إذ كانت أكبر حجمًا وأكثر قوة من سابقتها.
تتميّز هذه الطائرة عن الطرازات الأخرى ذات الصلة بفارق الامتداد بين الجناحين، حيث يتمتع الجناح العلوي بامتداد أكبر بكثير من الجناح السفلي.

## التطوير
في عام 1926، أصدرت وزارة الدفاع الوطني التشيكوسلوفاكية طلبًا لتصميم طائرة استطلاع بعيدة المدى وقاذفة متوسطة. شاركت شركة أيرو في المنافسة بطراز إيه 30، المبني على أساس الطائرة أيرو إيه 11، وصُمّم بواسطة أنطونين هوسنيك. جرى توسيع وتقوية هيكل إيه 11، وتم تزويده بمحرك لورين 12 كورلي الفرنسي. استمرت اختبارات الطيران للنموذج الأولي حتى ربيع عام 1927، ما أدى إلى إدخال تعديلات على التصميم، شملت أسطح الذيل، ونظام تقوية الأجنحة، وهيكل الهبوط، ولم تُعتبر النماذج الأولية مكتملة إلا بحلول صيف 1927.
حُددت النماذج الأولية من طراز إيه.30 لاحقًا بالاسم إيه 130، بينما اعتُبر الطراز إيه 230 هو النسخة الإنتاجية الرئيسية. أما الطرازان إيه 330 و430 أيه فقد استُخدما لاختبار محركات مختلفة وأكثر قوة، غير أن الطراز الأخير لم يدخل خط الإنتاج، بل استُخدم كنموذج أولي للطائرة أيرو إيه 100.
كُشف عن الطائرة أمام الجمهور في معرض الطيران الدولي الرابع، الذي نظمه نادي الطيران في جمهورية تشيكوسلوفاكيا، وأقيم في براغ خلال الفترة من 4 حتى 19 يوليو 1927. في 10 أغسطس 1927، حقق جوزيف نوفاك، الطيار الرئيسي في شركة أيرو، عدة أرقام قياسية على متن الطائرة إيه 30، شملت تسعة أرقام وطنية في مجال التحمل، بالإضافة إلى أرقام قياسية في السرعة. وقد كُسرت بعض هذه الأرقام لاحقًا على يد ألويس جيجيك في 12 أكتوبر 1927 على متن طائرة ليتوف ش-16.
في 23 يوليو 1929، سجّل أنطونين دوشيك رقمًا وطنيًا جديدًا على متن طائرة إيه 30 مزودة بمحرك شكودا بقوة 500 حصان (367 كيلوواط).

## النسخ
إيه-30النموذج المبكر. جرى تصنيع ثلاثة نماذج أولية مزوّدة بمحركات لورين ديترش 12Cc بقوة 450 حصانًا، وذلك في المصنع بين عامي 1926 و1927. كما صُنِع حوالي خمسة نماذج إنتاجية بمحركات شكودا L بقوة 500 حصان بين عامي 1928 و1929.
إيه بي-30نسخة مزوّدة بعجلات هبوط منفصلة وأغطية مطاطية ممتدة على شكل قطرة لحماية ممتصات الصدمات. استُخدم فيها محرك شكودا L بقدرة 367 كيلوواط (500 حصان). صُنعت منها 12 طائرة في عامي 1931 و1932.
إيه-130نموذج أولي بمحرك شعاعي من طراز والتر جوبيتر (بريستول جوبيتر). صُنعت منه طائرة واحدة فقط.
إيه-230النسخة الإنتاجية، مزوّدة بمحرك مرخّص من براغا بثلاث صفوف (لورين-ديترش 12Ccs). أُطلق عليها اسم «لوخنيسكا»، وهي تعديل لطراز إيه-30 وتحسين لطراز إيه-130. صُنعت منها 25 طائرة بين عامي 1930 و1931.
إيه-330بسبب المشكلات المتكررة مع محركات شكودا L، أعيد بناء 18 طائرة من طرازي A-30 وAb-30، واستخدمت محركات براغا ESV بقدرة 478/551 كيلوواط (650/750 حصانًا). جُهّزت هذه الطائرات برشاشات من طرازي vz. 28 وvz. 30.
إيه-30HSنسخة معدلة من A-30 مزوّدة بمحرك هيسبانو سويزا 12Ybrs بقوة 441 كيلوواط (600 حصان).
إيه-430مشروع طائرة أعيد تصميمه باستخدام محرك أفيا Vr-36، واكتمل لاحقًا بوصفه الطائرة أيرو إيه-100.